# Jean-Marie Guyau

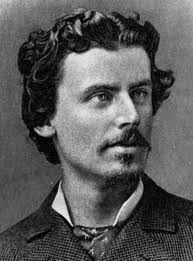

Jean-Marie Guyau, född 28 oktober 1854 i Laval, död 31 mars 1888, var en fransk filosof.
Guyau uppfostrades och handleddes i studiet av antiken och Platon av sin styvfar, Alfred Fouillée. Han blev vid 17 års ålder licencié ès lettres och mottog vid 19 års ålder ett pris av Académie des sciences morales et politiques för ett historiskt arbete om nyttomoralen. Ett svårt bröstlidande tvingade honom att avstå från den filosofiska lärarbanan och att tillbringa vintrarna i Nice och Menton, där han avled 33 år gammal. Guyaus arbeten, som utmärker sig för en levande, lyrisk stil, glänsande framställningskonst och kritisk klarsyn, bär av idén om livet som en starkt expansiv, i alla riktningar överströmmande kraft. Etiskt framträder den som sympati, solidaritet och hängivenhet. Därför är också ädelmodet den högsta, i livets eget väsen grundade dygden. Från denna utgångspunkt bekämpar Guyau beräknings- och lyckomoralen i alla dess former. Handlingsprincipen blir: högsta möjliga stegring, intensivt såväl som extensivt, av vårt fysiska och andliga liv. Lusten är därvid ej målet utan följden av livsstegringen. På liknande sätt innebär konsten en livsstegring. Skönt är enligt Guyau allt, som försätter känsla, vilja och tanke i harmoniskt lustbetonad rörelse, griper oss och vidgar vår sympati. Utifrån denna uppfattning tillbakavisas Friedrich Schiller och Herbert Spencers lekteori för konsten. Även i religionen såg Guyau en strävan efter stegrad livsgemenskap. Religionen är för honom en tolkning av verkligheten ur samhälleliga synpunkter, en "sociomorfism".
Bland Guyaus arbeten märks Vers d'un philosope (1881), La morale d'Épicure et ses rapports avec les doctrines contemporaines (1878), La morale anglaise contemporaines (1879), Les problèmes de l'esthètique contemporaine (1884), L'esquisse d'une morale sans obligation ni sanction (1885), en skrift som väckte Friedrich Nietzsches beundran, samt L'irreligion de l'avenir (1887, svensk översättning i urval och sammandrag Framtidens irreligion 1907). Vidare de postuma verken L'art au point de vue sociologique (1889), Éducation et hérédité (1889), samt La genèse de l'idée du temps (1890).